# Burgstall Niederhornbach
Der Burgstall Niederhornbach bezeichnet eine abgegangene mittelalterliche Niederungsburg in Niederhornbach, einem Gemeindeteil der niederbayerischen Gemeinde Pfeffenhausen im Landkreis Landshut. Die Anlage wird als Bodendenkmal unter der Aktennummer D-2-7337-0029 als „Burgstall des Mittelalters“ geführt.

## Beschreibung
Der Burgstall Niederhornbach, auch als Turmhügelstelle bezeichnet, lag unmittelbar am Hornbacher Bach, einem linken Zufluss zur Großen Laber. Nördlich von ihm liegt an der Kirchstraße das Schloss Niederhornbach in etwa 90 m Entfernung, die Ortskirche St. Laurentius schließt unmittelbar an das Schloss an. Auf dem Urkataster von Bayern von 1830 ist noch eine von einem u-förmigen Wassergraben umschlossene Burgstelle erkennbar, die nach Norden von einem Zugang unterbrochen wird. Später umschloss ein viereckiger Grabenzug eine flache Insel von 40 × 40 m Seitenlänge. Dieser war an der Südwestecke mit Schutt zugeschüttet und auf der Nordseite nur mehr als trockene Grabenmulde erhalten, über diese führte ein schmaler Damm. Heute ist nur mehr der östliche Teil des Grabens als Teich erhalten, daneben führt ein Weg über die Wiese, welche die frühere Burgstelle überdeckt. Die Anlage war der Vorläufer von Schloss Niederhornbach; wann der Funktionsübergang erfolgte, ist nicht bekannt.